# Chelléen
Objets typiques
Biface
Les termes « Chelléen » ou « Abbevillien », aujourd'hui tombés en désuétude, désignaient une industrie lithique ancienne du Paléolithique inférieur d'Europe occidentale et d'Afrique du Nord, antérieure à l'Acheuléen et caractérisée par des bifaces grossiers et irréguliers.

## Historique
Suggéré par Ernest d'Acy en 1878, employé et popularisé en 1883 par Gabriel de Mortillet, le Chelléen tire son nom du site de Chelles (Seine-et-Marne, France).
Henri Breuil proposa de le remplacer par le terme « Abbevillien », en référence aux sites de la haute terrasse de la Somme à Abbeville (Somme, France), dont les sédiments n'étaient pas remaniés.

## Une dénomination contestée
Toutefois, l'industrie chelléenne n'a pratiquement été reconnue que sur le site éponyme lui-même et sa position stratigraphique s'est révélée identique à celle des industries acheuléennes. Le terme « chelléen » est donc désormais employé assez rarement, comme adjectif pour qualifier des bifaces relativement grossiers, façonnés au percuteur dur et aux tranchants sinueux. Il n'est plus utilisé pour désigner une industrie particulière.